# Фирсов, Николай Алексеевич
 Никола́й Алексе́евич Фи́рсов (27 октября [8 ноября] 1831, Рязанская губерния — 24 апреля [6 мая] 1896, Казань) — профессор русской истории, педагог, историк, этнограф, заслуженный профессор Казанского университета, яркий представитель демократического направления в русской историографии, автор ряда работ, посвящённых колонизации Поволжья и Приуралья.

## Биография
По окончании курса в Главном педагогическом институте, в 1855 году определён старшим учителем истории в Пермскую гимназию. Осенью 1859 года был прикомандирован к Казанскому университету и перемещён в 1860 году сверхштатным учителем в 1-ю казанскую гимназию.
В 1861 году ему поручено временное преподавание русской истории в Казанском университете. В ноябре 1862 года он изъявил желание окончательно перейти на кафедру русской истории, но получил 20 апреля 1863 года отказ и разрешение преподавать русскую историю впредь до приобретения степени магистра. В этом же году, 1 августа, он был назначен учителем словесности во 2-й Казанской гимназии, но 27 августа 1864 года снова перемещён в 1-ю гимназию, с оставлением при университете.
В степени магистра он был утверждён 3 апреля 1867 года и 10 апреля избран, а 27 апреля утверждён доцентом по кафедре русской истории Казанского университета. С 19 декабря 1869 года — доктор русской истории, а затем экстраординарный и ординарный профессор.
Был деканом историко-филологического факультета с 24 мая 1871 года по 16 мая 1872; с 9 сентября 1878 по 30 мая 1881 года. С 16 мая 1872 года по 26 мая 1875 года был проректором университета; вторично избран проректором 30 мая 1881 года и занимал эту должность до её упразднения при введении в действие университетского устава 1884 года.
С 29 сентября 1886 года — заслуженный профессор. Скончался на службе 24 апреля (6 мая) 1896 года.

## Труды
- История Стилихона // Журнал Министерства народного просвещения. — 1855. — Вып. 88. — № 10—12.
- Положение инородцев Северо-Восточной России в Московском государстве. — Казань, 1866
- Инородческое население прежнего Казанского царства в новой России до 1762 г. и колонизация закамских земель в это время. — Казань, 1869.
- Памяти Петра Дмитриевича Шестакова…: (читано в заседании Казанского общества археологии, истории и этнографии 17 дек. 1890 г. … председателем Общества, заслуж. орд. проф. Н. А. Фирсовым). — Казань: Тип. Императорскаго ун-та, 1891
- Политическое и финансовое значение колонизационной деятельности. — 1894.
- О связи деятельности И. И. Неплюева с преобразовательною деятельностью Петра Великого. — 1894.